# Алексеев, Алексей Григорьевич
Алексей Григорьевич Алексе́ев (настоящая фамилия Ли́вшиц; 4 [16] июля 1887, Санкт-Петербург, Российская империя — 3 декабря 1985, Москва, СССР) — русский и советский артист эстрады, режиссёр, конферансье, драматург.

## Биография
Родился в Санкт-Петербурге 4 (16) июля 1887 года в семье русско-еврейского писателя Григория Григорьевича Лифшица (псевдоним: «Гершон-бэн-Гершон», 1854—1921), сотрудника журнала «Рассвет», автора книги «Исповедь преступника» («Юмористический рассказ из жизни Петербургских евреев», СПб.: Типография А. Г. Сыркина, 1881). Сестра — педагог и литератор Раиса Лемберг.
В 1913 году окончил юридический факультет Киевского университета. Свои выступления на эстраде начал в 1909 году. В 1914—1915 годах был художественным руководителем Одесского Малого театра, где выходил на сцену в образе «аристократа во фраке». В 1915—1922 годы работал в театрах Петрограда и провинции, с 1922 по 1924 был художественным руководителем театра «Кривой Джимми» в Москве, а в 1924—1928 годах руководил Московским театром Сатиры.
Начиная с 1928 года как главный режиссёр руководил Московским театром оперетты, где ставил оперетты и свои пьесы: «Людовик …надцатый» (1928), «Полярные страсти» (1930), «Певец из завкома» (1932).
В 1933 году был репрессирован. Находясь с 1933 по 1939 годы в заключении, руководил театром заключённых.
В 1939 году вернулся в Москву, работал в Московском театре миниатюр, с 1944 по 1946 год был его главным режиссёром. Ставил программы В. Н. Кнушевицкого, оркестра Леонида Утёсова. С 1940 года был главным режиссёром Московского театра оперетты, с 1942 года Иркутского театра оперетты, в 1943—1944 Ленинградского академического малого оперного театра. Всё это время продолжал выступать как конферансье. Сцену оставил лишь в 1958 году.
В конце сороковых был репрессирован повторно, обвинялся в антисоветской пропаганде и агитации. На свободу Алексеев вышел в 1954 году.
Урна с прахом захоронена в колумбарии Ваганьковского кладбища (секция 44).